# Ibrampura, Bellary
Ibrampura là một làng thuộc tehsil Bellary, huyện Bellary, bang Karnataka, Ấn Độ.